# Sergio Cresto
Sergio Cresto (ur. 19 stycznia 1956, zm. 2 maja 1986) – pilot rajdowy. W swojej karierze zasiadał na prawym fotelu u takich kierowców, jak Antonio Tognana, Andrea Zanussi, Jean-Claude Andruet, Attilio Bettega czy Henri Toivonen. Zginął w najbardziej zagadkowym wypadku w historii rajdów samochodowych.
2 maja 1986 roku Fin Henri Toivonen i Amerykanin pochodzenia włoskiego Sergio Cresto ruszyli do drugiego etapu 30. Rajdu Korsyki z półtoraminutową przewagą nad drugim Bruno Saby. Nagle z nieznanych przyczyn Lancia Delta S4 wyleciała z drogi na lewym zakręcie i spadła ze skarpy. Samochód „dał nura” i uderzył tyłem w drzewo, spadając na dach. Delta S4 miała bak paliwa zlokalizowany pod siedzeniem kierowcy, który rozerwał się po kontakcie auta z drzewami. Henri Toivonen i Sergio Cresto byli przypięci pasami, nie mieli szans na szybkie wydostanie się z płonącego pojazdu. Obaj spłonęli żywcem. Przyczyny wypadku do dzisiejszego dnia nie są znane (w okolicach wypadku nie było żadnego świadka, jest jedynie zapis video ukazujący z odległości kilku kilometrów kłąb dymu i kulę ognia wydostającą się spomiędzy drzew). Po rajdzie Walter Röhrl przyznał, iż Toivonen przyjmował leki na grypę i mogło to mieć kluczowe znaczenie dla wypadku.